# Baktash Abtin
Baktash Abtin (Rey, 16 dicembre 1974 – Teheran, 8 gennaio 2022) è stato un poeta, scrittore e regista iraniano, premiato dal PEN International nel settembre 2011 ed imprigionato dalle autorità iraniane per "propaganda contro lo Stato".

## Biografia
Baktash pubblicò tre libri di poesia, coltivando questo interesse dopo aver terminato il liceo. Dopo le sue produzioni poetiche scrisse una sceneggiatura, e diresse il suo primo film nel 2005. Abtin si concentrò estensivamente nei campi della storia, della sociologia e della critica letteraria.
Venne arrestato dopo aver partecipato a una commemorazione per degli scrittori assassinati il 2 dicembre 2016. 
Dopo essere stato coinvolto nella pubblicazione di un libro che descrive la storia dell'Associazione degli scrittori iraniani, Abtin venne accusato il 15 maggio 2019 di "assemblea illegale e collusione contro la sicurezza nazionale" e "diffusione di propaganda contro lo stato". Con queste accuse venne condannato a 6 anni di reclusione.
Nel settembre 2021 Abtin venne premiato insieme ai suoi co-autori Keyvan Bajan e Reza Khandan Mahabadi con il PEN/Barbey Freedom to Write Award.
Morì in carcere l'8 gennaio 2022, dopo aver contratto il COVID-19.
Secondo Reporter senza frontiere Abtin fu privato delle cure necessarie, pubblicando su Twitter un'immagine di Abtin con la caviglia incatenata a un letto d'ospedale.